# Médaille commémorative du règne du roi Léopold II

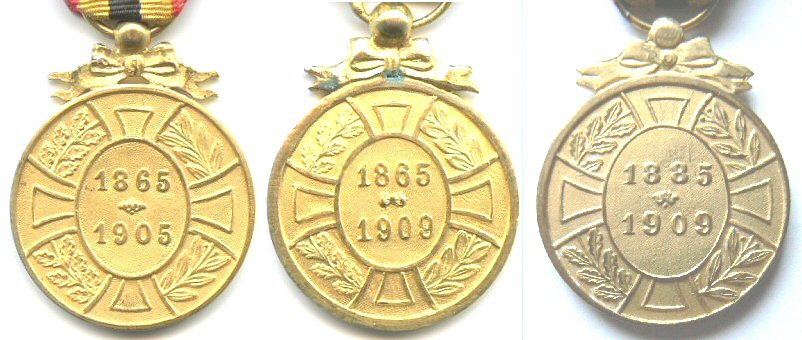
Revers des médailles des trois types

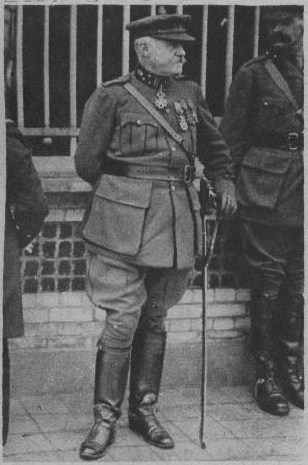
Lieutenant-Général Félix Wielemans, un récipiendaire de la Médaille commémorative du règne du roi Léopold II

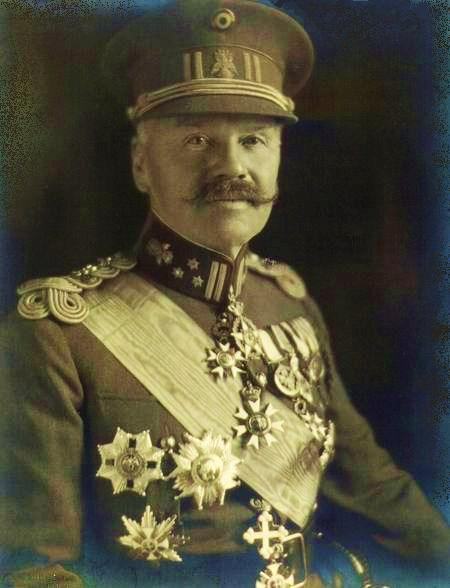
Lieutenant-Général le Baron Jules Jacques de Dixmude, un récipiendaire de la Médaille commémorative du règne du roi Léopold II

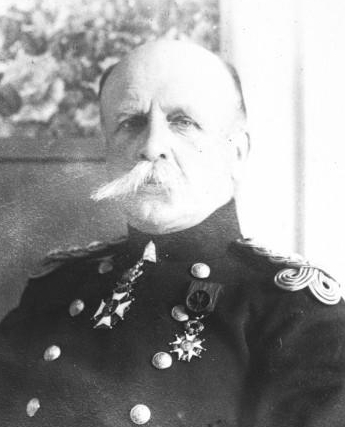
Lieutenant-Général Léon de Witte de Haelen, un récipiendaire de la Médaille commémorative du règne du roi Léopold II

La Médaille commémorative du règne du roi Léopold II (néerlandais : Herinneringsmedaille aan de Regeerperiode van Léopold II) était une médaille commémorative belge instituée le 21 juillet 1905 par arrêté royal en reconnaissance des services rendus à l'État sous le règne du roi Léopold II et attribuée tout d'abord à des fonctionnaires civils mais dont le statut fut ultérieurement amendé pour inclure le service militaire, puis encore plus tard, le service au sein de la Force publique.

## Statut
La Médaille commémorative du règne du roi Léopold II (du premier type) créée en 1905 était attribuée aux fonctionnaires avec un minimum de 20 ans de loyaux services entre 1865 et 1905 qui étaient admissibles à recevoir la Décoration civique pour service long et exemplaire dans l'administration. À la suite de plusieurs demandes de groupes de vétérans, une 2e médaille fut créée par l'arrêté de 1951 pour y inclure les vétérans et militaires qui avaient un minimum d'un an de bons et loyaux services entre le 16 décembre 1865 et le 18 décembre 1909 comme récipiendaires potentiels. Une troisième variante de la médaille fut établie en 1952 pour reconnaître le service d'au moins un an de bons et loyaux services au sein de la Force publique entre le 1er juillet 1885 et le 18 décembre 1909. L'exigence minimum d'un an de service fut plus tard retirée par décrets royaux en 1959 pour le service militaire et en 1960 pour le service dans la Force Publique.

## Insigne
La Médaille commémorative du règne du roi Léopold II était une médaille circulaire d'un diamètre de 33 mm et frappée de bronze doré (vermeil). Son avers portait l'image en relief d'une croix pattée avec un médaillon central ovale portant le profil gauche du roi Léopold II, la croix était superposée sur une couronne de feuilles de laurier et de chêne. Le revers était semblable sauf pour le profil du roi remplacé par les millésimes inscrits en relief sur deux rangées "1865" "1905" pour le type initial (1905) décerné aux fonctionnaires, "1865" "1909" pour le second type (1951) attribué à l'armée et "1885" "1909" pour la médaille décernée à la Force Publique (1952).
La médaille était suspendue par un anneau au travers d'une boule sur une monture en forme de ruban en boucle, à partir d'un ruban de soie moirée rouge d'une largeur de 37 mm avec une bande noire centrale de 3 mm bordée des deux côtés par des bandes jaunes de 4 mm.

## Récipiendaires illustres (liste partielle)
- Lieutenant-Général Félix Wielemans
- Lieutenant-Général Baron Émile Dossin de Saint-Georges
- Lieutenant-Général Comte Gérard-Mathieu Leman
- Lieutenant-Général Baron Jules Jacques de Dixmude
- Lieutenant-Général Albert Lantonnois van Rode
- Lieutenant-Général Baron Armand de Ceuninck
- Lieutenant-Général de cavalerie Baron Léon de Witte de Haelen
- Lieutenant-Général Baron Théophile Wahis
- Comte Edmond Carton de Wiart
- Comte Charles Woeste

## Sources
- Quinot H., 1950, Recueil illustré des décorations belges et congolaises, 4e Edition. (Hasselt)
- Cornet R., 1982, Recueil des dispositions légales et réglementaires régissant les ordres nationaux belges. 2e Ed. N.pl., (Brussels)
- Borné A.C., 1985, Distinctions honorifiques de la Belgique, 1830-1985 (Brussels)